# SMS Luchs
La SMS Luchs est une canonnière de la marine impériale allemande de la classe Iltis. Ses sister-ships sont les canonnières SMS Iltis, SMS Jaguar, SMS Tiger, SMS Panther et SMS Eber.
Luchs signifie en français « lynx ». Elles ont toutes été conçues pour les expéditions de l'Empire colonial allemand et étaient facilement manœuvrables.

## Historique
La canonnière a été construite par le chantier naval impérial de Dantzig et mise à l'eau à Kiel en 1899. Elle est entrée en service, le 15 mai 1900. Elle était prévue pour naviguer en Amérique, mais la révolte des Boxers en Chine change sa destination première. Elle quitte Kiel, le 7 juillet 1900, pour l'Extrême-Orient et ne retournera jamais plus en Allemagne.
Elle rejoint à Port-Saïd la division de navires de ligne commandée par le konteradmiral Richard Geißler, à bord du navire amiral SMS Kurfürst Friedrich Wilhelm. Elle doit cependant s'arrêter à Aden, le 1er août, à cause d'une avarie, où elle est rejointe par le croiseur auxiliaire SMS Bussard qui était le seul bateau de guerre en service dans les possessions est-africaines de l'Allemagne à partir pour la Chine et qui était aussi stoppé à Aden pour réparations. Toutefois la canonnière est plus rapide et laisse le vieux croiseur derrière. La SMS Luchs arrive à Singapour le 29 août et à Hong Kong le 7 septembre. Elle est aussitôt employée à la surveillance de la rivière des Perles et s'associe à la SMS Schamien, petit bateau de surveillance équipé de canons et achetée le 1er octobre 1899 à la flotte chinoise. La canonnière navigue dans les environs de Canton, jusqu'à son remplacement par la SMS Jaguar en février 1901. Elle rejoint ensuite le corps expéditionnaire à Tang-Ku (Dangu), près des forts de Taku, où avait eu lieu une bataille en juin dernier pour le passage des troupes des puissances occidentales et du Japon. Elle navigue à l'automne sur le Yang-Tsé-Kiang (« fleuve Bleu »), jusqu'à Hankéou (aujourd'hui quartier de Wuhan), où avait eu lieu de terribles massacres et elle y demeure jusqu'en avril 1902.
Peu de temps après, la canonnière se rend avec les SMS Schwaben et SMS Geier, jusqu'à Ningbo. Par la suite, la situation s'étant normalisée, elle navigue dans différents endroits, comme au Japon au cours de l'année 1902, ou à Bangkok en novembre 1905. Elle s'arrêtait de temps à autre à Hong Kong ou à Shanghai pour des réparations, et surtout entre mars et mai 1907 dans la concession allemande de Tsingtao. Elle se dirige ensuite vers les archipels de Tchou-San pour venir en aide au croiseur français, le Chanzy, mais le commandant de bord refuse et le navire coule le 30 mai.
Elle passe les derniers mois de 1910 et le début de l'année 1911 à Hong Kong, avec les croiseurs SMS Scharnhorst et SMS Leipzig, puis accompagne le commandant de l'escadre d'Extrême-Orient à Bangkok pour se rendre en audience auprès du roi de Siam. Les trois navires sont ensuite en exercice dans les Indes néerlandaises et aux Philippines. Elle fait partie en avril-mai des navires des puissances étrangères devant assurer la sécurité dans la province de Hupeh (aujourd'hui Hubei).
Lorsque la révolution de 1911 se propage et que la dynastie impériale disparaît en Chine, la canonnière se trouve à Hankéou et reste jusqu'à la fin de l'été 1912 sur le Yang-Tsé-Kiang. Elle est à Tsingtao à l'automne et reçoit la visite du prince Henri de Prusse, frère de l'empereur Guillaume II et inspecteur de la marine. Elle est ensuite à la fin de 1912 et en 1913 dans différents endroits, où la révolution chinoise fait rage et fait partie, avec six autres canonnières des puissances occidentales, du siège de Tching-Kiang sur le Yang-Tsé.

## Fin de service

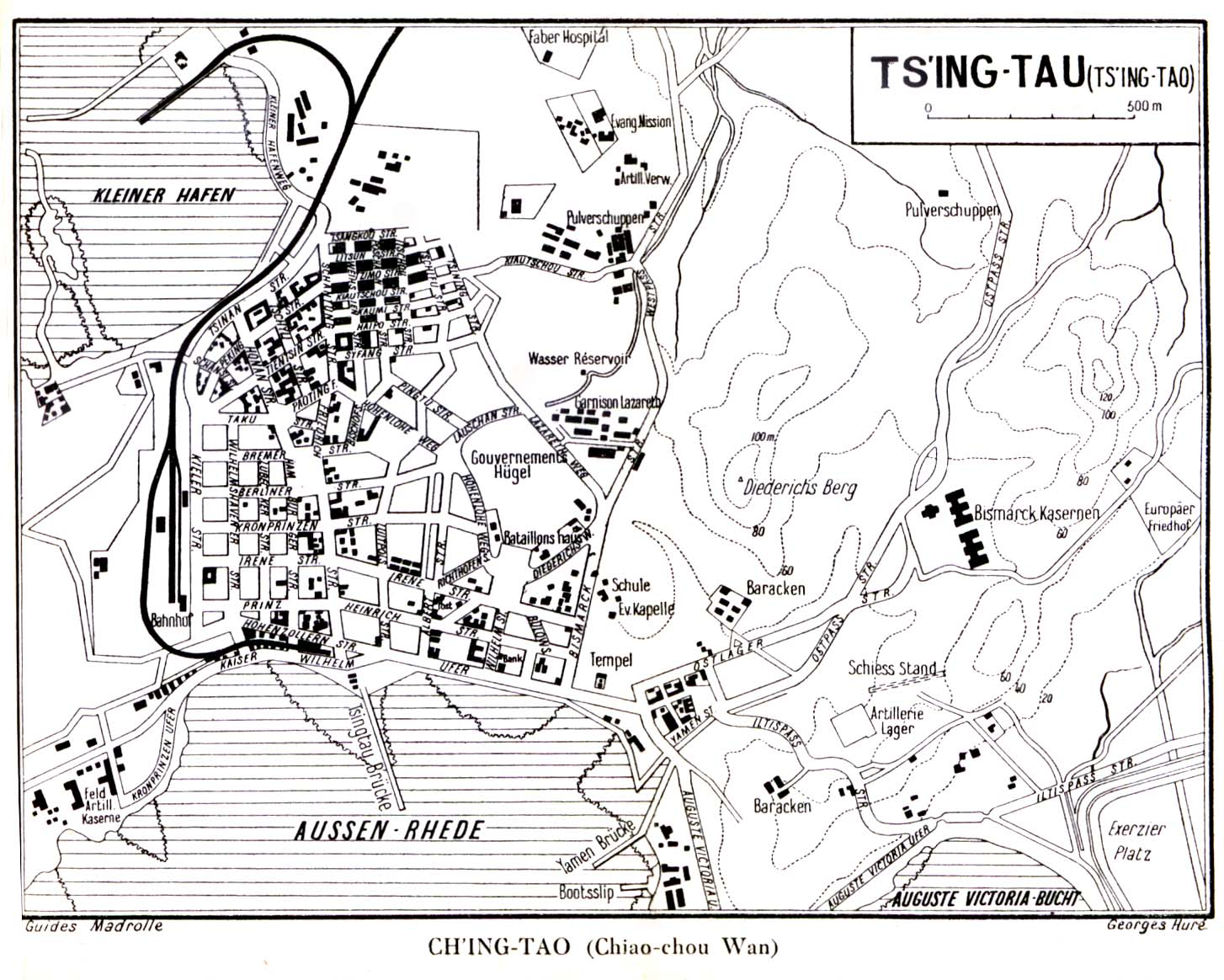
Plan de Tsingtao en 1912.

La SMS Luchs est à quai à Hong Kong en juillet 1914 et la montée des périls la fait revenir à Tsingtao. Elle croise dans la baie de Kiaou-Tchéou avec la canonnière SMS Jaguar et le torpilleur SMS S90 pour en assurer la défense. Au début d'août 1914, le paquebot à vapeur Prinz Eitel Friedrich de la Norddeutscher Lloyd est armé et transformé en croiseur auxiliaire avec une partie de l'équipage de la SMS Luchs et le commandant de bord de la canonnière, le korvettenkapitän Thierichens en prend le commandement.
Lorsque les troupes japonaises s'approchent de la concession allemande, il est donné ordre de couler les navires pour ne pas qu'ils tombent dans les mains ennemies. C'est la fin des canonnières SMS Iltis, SMS Tiger, et SMS Cormoran, dans la nuit du 28 au 29 septembre 1914. Seule, la SMS Jaguar participe au combat, mais elle coule dans la nuit du 7 au 8 novembre 1914.

## Données techniques
- Ligne de flottaison: 63,9 × 65,5 m
- Largeur: 9,1 m
- Profondeur: 3,56–3,74 m
- Hauteur: 4,71 - 4,86 m
- Équipage: 9 officiers et 121 hommes d'équipage

## Commandants
- Capitaine de corvette Harald Heinrich Dähnhardt (de) (1863-1944), mai 1900-octobre 1901
- Lieutenant-capitaine Ernst-Oldwig von Natzmer (1868-1942), octobre-novembre 1901, en remplacement
- Capitaine de corvette Georg Wuthmann (de) (1863-1940), novembre 1901-janvier 1903
- Lieutenant-capitaine Ernst Ewers (1873-1940), janvier-mars 1903, en remplacement
- Capitaine de corvette Emil Kröncke (1866-1921), mars 1903-novembre 1904
- Lieutenant-capitaine, puis capitaine de corvette Johannes Hartog (de) (1867-1947), novembre 1904-novembre 1906
- Capitaine de corvette Siegfried Bölken[1] (1871-1916), novembre 1906-novembre 1908
- Capitaine de corvette Karl von Hornhardt (de) (1872-1958), novembre 1908-novembre 1910
- Lieutenant-capitaine, puis capitaine de corvette Hermann von Bendemann[2] (1876-1938), novembre 1910-novembre 1912
- Capitaine de corvette Max Thierichens (1874-?), novembre 1912-août 1914